# Луна-9

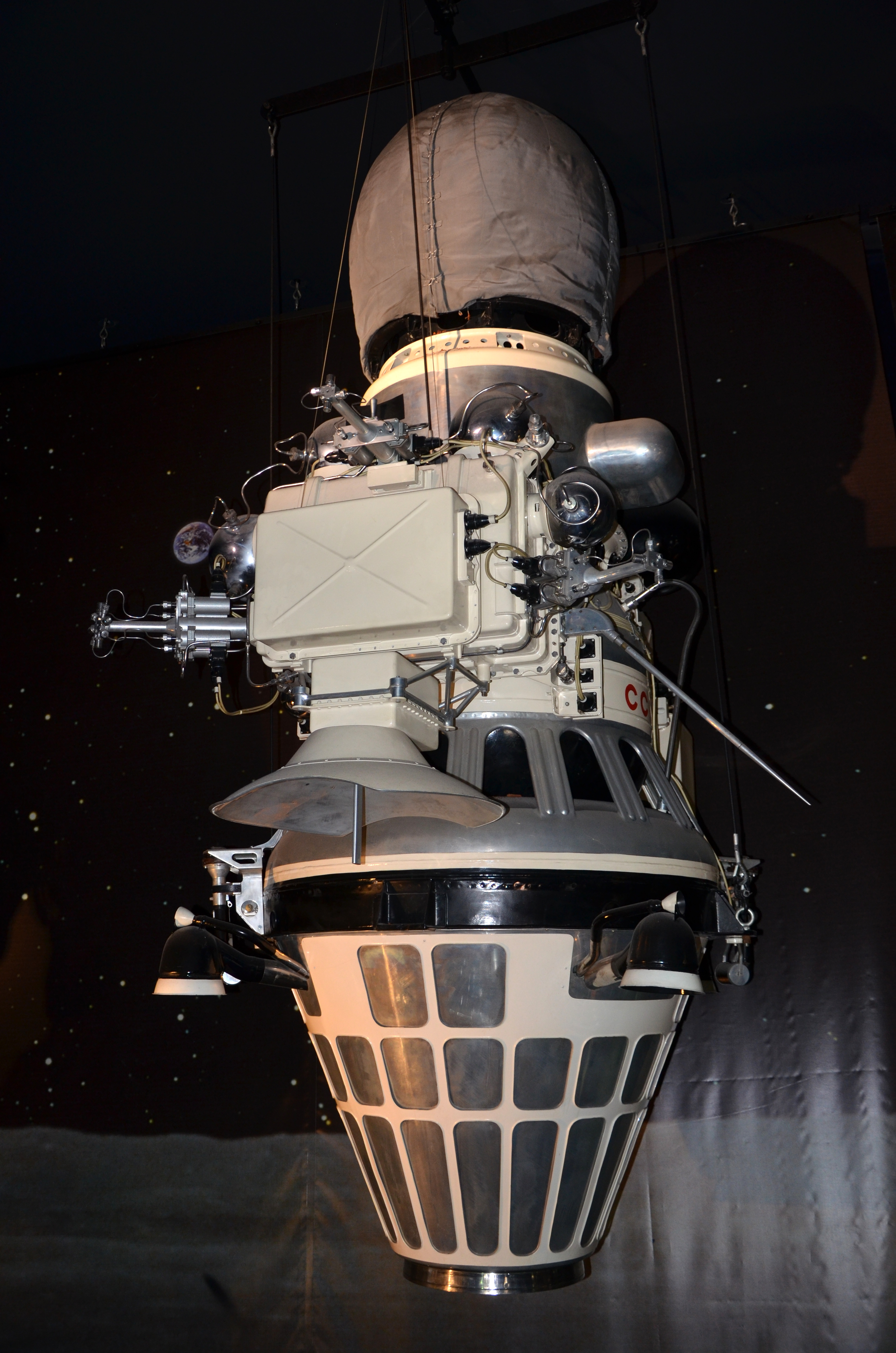
Макет «Луни-9» в Музеї авіації та космонавтики (Париж)

«Луна-9» — радянська автоматична міжпланетна станція для вивчення Місяця та космічного простору. Запущена 31 січня 1966 року. 3 лютого того ж року здійснила першу в історії м'яку посадку на Місяць і передала перші фотографії з його поверхні.

## Попередники та наступники
До станції «Луна-9» було здійснено понад десять невдалих спроб м'якої посадки на Місяць за програмою Е-6. Перший запуск за цією програмою був виконаний 4 січня 1963 року, але двигун 4 ступені ракети-носія не запустився, і станція залишилася на низькій навколоземній орбіті. У 1965 С. П. Корольов ініціював передачу тематики АМС в КБ ім. Лавочкіна, під керівництво Г. Н. Бабакіна, і «Луна-9» стала першим апаратом, підготовленим на новій фірмі із заділу, переданого з ОКБ-1.
Після цього було запущено кілька станцій за програмою Е-6С (Штучний супутник Місяця) і Е-6М. Вони також базувалися на розробках ОКБ-1. Пізніші програми Е-8 і Е-8-5 були вже повністю новими розробками.

## Космічний корабель
Спусковий апарат мав масу 99 кг. Щоб витримати швидкість удару 22 км/год (6,1 м/с), він використовував наповнені повітрям подушки. Це був герметичний контейнер з радіоустаткуванням, пристроєм вимірювання часу, системою контролю тепла, науковою апаратурою, джерелом живлення та телевізійною системою.

## Запуск і політ до Місяця
«Луна-9» була запущена ракетою «Молнія-М» (серійний номер 103-32) зі стартової позиції 31/6 на космодромі Байконур в Казахській РСР. Старт відбувся в 11:41:37 UTC 31 січня 1966. Спочатку станція була виведена на опорну навколоземну орбіту, а потім стартувала до Місяця. Параметри опорної орбіти були такими: нахил — 51,8°; період обертання — 88 хвилин; мінімальна відстань від поверхні Землі (у перигеї) — 168 км; максимальна (в апогеї) — 219 км. Четвертий ступінь, «Блок-Л», був запущений для підняття перигею орбіти до нового апогею (приблизно 500 000 км) перед переходом «Луни-9» на витягнуту еліптичну геоцентричну орбіту.
Потім космічний корабель розкрутився до 0,67 оборотів в хвилину за допомогою струменя азоту. З 1 лютого в 19:29 UT відбулася корекція курсу за допомогою 48-секундного вмикання двигуна, в результаті якої швидкість змінилася на 71,2 м/с. На висоті 8300 км апарат приготувався до реактивного гальмування і його обертання було зупинене. Гальмування почалося на висоті 75 км. На висоті близько 5 м, коли поверхні торкнувся контактний сенсор, від апарата відділилася посадкова капсула. Вона зіткнулася з поверхнею на швидкості 22 км/год і кілька разів відскочила.

## Робота на поверхні
Посадка сталася 3 лютого 1966 о 18:45:30 UT в західній частині Океану Бур, на північний схід від кратера Кавальєрі (біля 7°05′ пн. ш. 64°22′ зх. д. / 7.08° пн. ш. 64.37° зх. д.). 1970 року на честь цієї події цю маленьку ділянку назвали рівниною Посадки (лат. Planitia Descensus).
Приблизно через 250 с після приземлення розкрилися 4 пелюстки оболонки апарата, що стабілізувало його положення на поверхні і дозволило почати роботу. Вже через 15 хвилин було відзнято першу панораму поверхні Місяця, а згодом — кілька нових панорам. Детектор випромінювання, єдиний науковий прилад на борту, відміряв дозу 30 мрад (0,3 мілігрей) на день. Важливим результатом стало встановлення того, що апарат не тоне в місячному пилу. Зі станцією було проведено 7 сеансів зв'язку загальною тривалістю 8 годин 5 хвилин. Останній контакт був о 22:55 UT 6 лютого 1966, коли вичерпався заряд її батарей.

## В культурі

### Марки різних країн

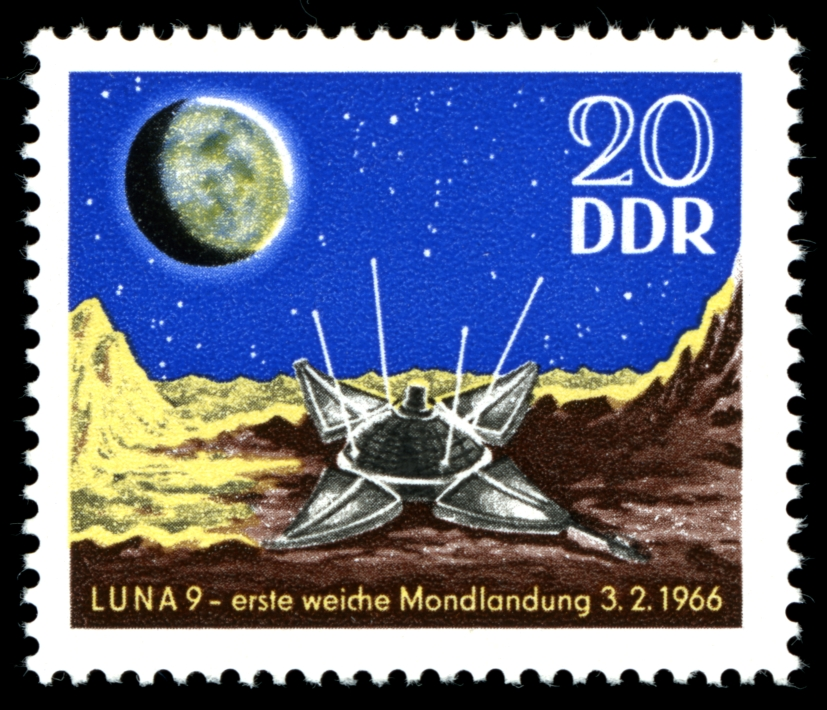
Марка НДР
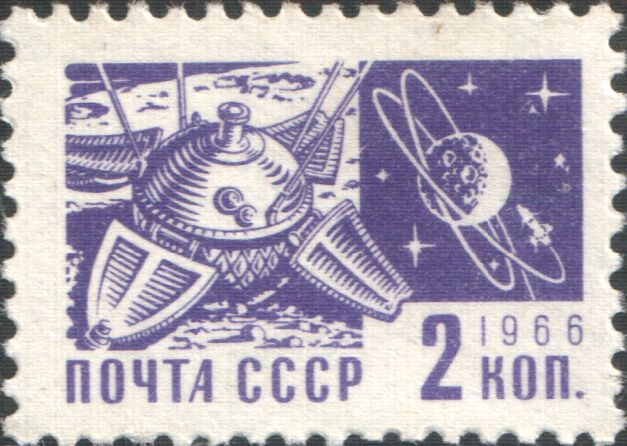
Марка СРСР
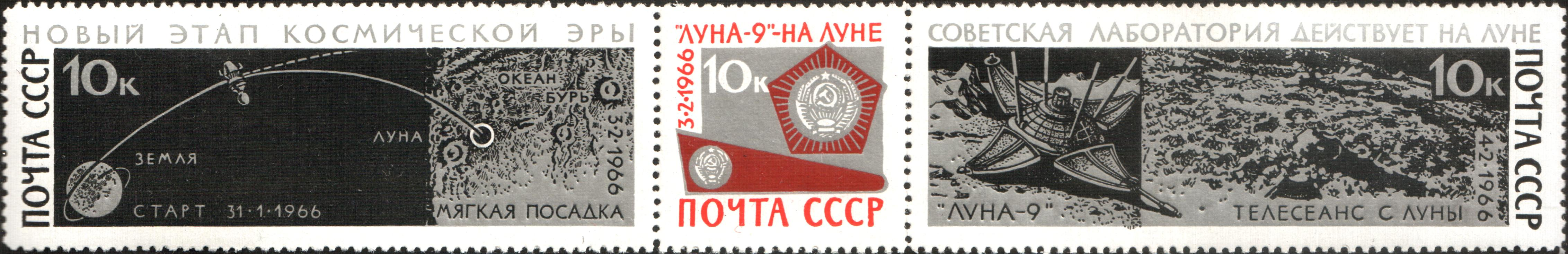
Марка пошти СРСР, 1966 г.